# Postkantoor van De Steeg

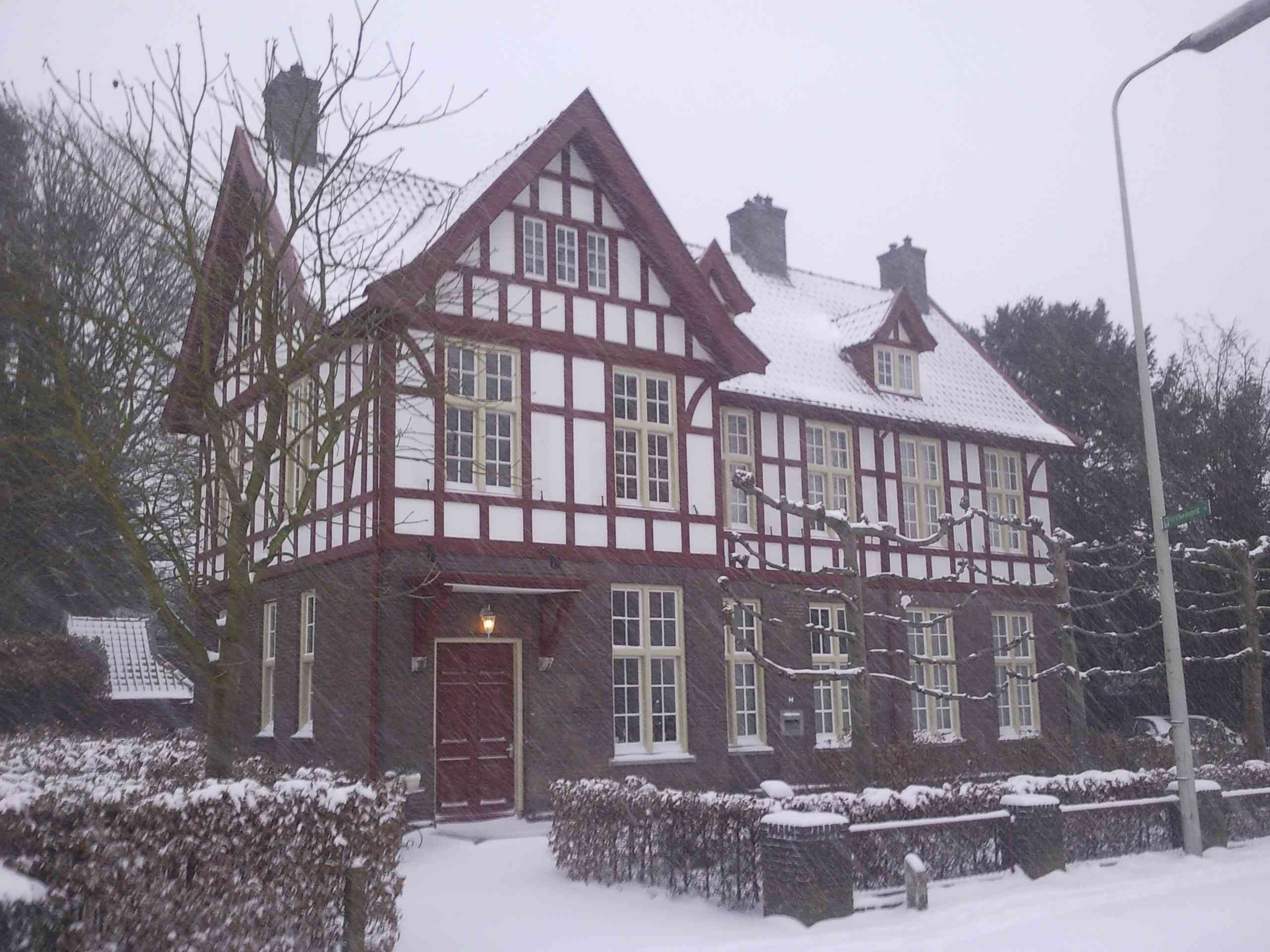
Postkantoor (De Steeg)

Het postkantoor in De Steeg werd in 1905 gebouwd in opdracht van graaf Bentinck (de eigenaar van Kasteel Middachten) op basis van een ontwerp van de Dierense architect G.J. Uiterwijk. Gezien de opvallende, aan de Duitse vakwerkarchitectuur verwante bouwstijl is het sinds 15 juni 2001 een Rijksmonument (inclusief een achterliggend schuurtje).
Het pand was oorspronkelijk het postkantoor van Middachten en diende naar verluidt tevens als gastenverblijf voor gasten van de graaf en zijn familie. Directe aanleiding voor de bouw was volgens de overlevering het bezoek van de Duitse Keizer Wilhelm II in 1909 aan Middachten. Na de bouw werd het gebouw te huur aangeboden aan de posterijen. Het bleef door de gebruikte rood-witte kleurstellingen herkenbaar als eigendom van de familie Bentinck.
Het verspreidingsgebied van het postkantoor was vrij groot (om sluiting te voorkomen): ruwweg van de grens van Ellecom tot in Rheden ter hoogte van Strijland en van de Onzalige Bossen tot aan de IJssel bij Doesburg. Het postkantoor van de PTT werd per 1 juni 1992 gesloten. Het pand kwam daarna in particuliere handen en diende als combinatie van woning en kantoor. Nadat in het zakelijk gedeelte een delicatessenwinkel/ traiteur was gevestigd, is dat deel nu een restaurant.